# Предешти (Валча)
Предешти (рум. Predești) насеље је у Румунији у округу Валча у општини Николаје Балческу. Oпштина се налази на надморској висини од 259 m.

## Становништво
Према подацима из 2002. године у насељу је живело 539 становника, од којих су сви румунске националности.